# Boissièrette
 (décembre 2024).
Boissièrette est un village sur la commune de Marminiac (Lot), au nord-est du bourg, rendu célèbre par le fait que le peintre Roger Bissière et son fils le peintre Louttre.B y ont vécu longuement et produit une partie de leur œuvre. Ils y ont accueilli d'autres artistes comme Charlotte Henschel, Alfred Manessier, Rylsky, Jean Léon, Edmond Boissonnet, Jean Boyé et Jean Couy. Louttre.B. a restauré et entièrement décoré l'ancienne église du village.

## Histoire
Boissièrette a été dans l'histoire un hameau relativement important, avec sa propre église et son propre cimetière. Une église existait au XVe siècle. L'église actuelle date de 1834 et a été construite à l'initiative et avec les subsides des habitants ; elle a été le siège d'une paroisse autonome, avec son propre desservant, jusqu'au début du XXe siècle, avant que la paroisse ne fusionne avec celle de Marminiac.
Roger Bissière a hérité de sa mère en 1902 la maison de Boissièrette. Il est enterré, avec sa femme, Mousse, dans le jardin de sa propriété.
Dans les années 1920, Bissière fait connaître le Lot à ses amis. Quelques-uns vont acquérir des maisons à proximité de celle de Bissière : Walter Lewino s'installe en 1925 à Benauge, hameau de la même commune à 500 m à peine à vol d'oiseau ; Jean Léon achète en 1928 les Rigals, une ferme isolée encore plus proche ; en 1930, Rylsky fait de même ; pendant la guerre et longtemps après, Charlotte Henschel va vivre dans ces maisons. Dans les années 50, Jean-François Jaeger, directeur de la galerie Jeanne-Bucher  achète une maison à Benauge.

## Description
Après avoir rénové l'intérieur de l'église, Louttre.B a peuplé la campagne environnante d'œuvres monumentales : douze sculptures en béton teinté, coulé, taillé, disposées dans un bois de chênes (1965-66), Les admirateurs de l'heure (horloge en ciment taillé, 1972), le Jardin de pierres dressées, 700 m2 (1976), la Villa Dominique (1985-1992).

### Église Saint-Pierre, rénovation intérieure en 1965
L’église actuelle a été construite en 1834 grâce aux donations des paroissiens. Ils étaient une centaine en 1900. Après le décès vers 1905 du dernier prêtre attaché à l’église, la paroisse est rattachée à celle de Marminiac. L’église est de moins en moins fréquentée, le bâtiment se dégrade progressivement. En 1965, l’artiste Louttre.B décide de réparer l’église. Il commence par le gros œuvre puis entreprend sa décoration intérieure. Il la conçoit d’emblée dans sa globalité, ce qui donne aujourd’hui au visiteur ce sentiment d’harmonie et de paix. Louttre.B imagine et réalise le plafond peint, le sol en mosaïque de galets et de pierre de Crayssac, l’autel et le chemin de croix en béton coloré de sable de Marminiac, les chandeliers et la grille du confessionnal en fer forgé ainsi que la broderie et la fresque qui ornent le mur derrière l’autel. Cette broderie en fil de laine laisse apparaître par les espaces laissés libres le mur décoré de motifs de fleurs peints en ocre et gris. Les cinq vitraux de l’église ont été réalisés par l’atelier du verrier Paul Viriglio. Les deux de gauche en entrant, à partir de cartons de Roger Bissière, les deux de droite et l’oculus au-dessus du porche, à partir de cartons de Louttre.B. Le Christ en croix est un fac-similé récent de celui de Roger Bissière (1938).

### Le Bois de sculptures, 1965-1966
Après la mort de son père en décembre 1964, Louttre.B investit le bois de chêne en contrebas de la maison familiale. Il commence par une première sculpture faite de pierres taillées et assemblées qu’il installe à côté de la mare. Ce premier essai lui donne envie d’investir plus avant le bois et au cours des deux hivers suivants, ce n’est pas moins de onze sculptures monumentales qui émergent dans le bois. Elles épousent et définissent les ondulations naturelles du terrain. Huit d’entre elles circonscrivent un espace circulaire, sorte de « cirque » dans lequel s’inscrit un ensemble de trois sculptures positionnées l’une à proximité immédiate des deux autres. Ces onze sculptures relèvent de deux types : celles qui privilégient un format en hauteur, que Louttre avoue phalliques - en toute innocence -, et celles dont la largeur est plus importante que la hauteur.
Toutes ont été réalisées de la même façon : un solide coffrage de planches de bois définit les dimensions de l’œuvre future. Du béton teinté par le sable jaune du Lot est coulé jusqu’à remplir le coffrage. Quelques heures plus tard, dès que le béton a suffisamment pris, le bloc est décoffré et travaillé par Louttre.B dans le frais avec une hache laissant apparaître les formes de la sculpture qui s’affine et se précise au fur et à mesure de son durcissement avec un ciseau et une masse. Pour finir, la surface est piquetée afin de donner un aspect légèrement grenu au béton.

### Les Admirateurs de l'heure, 1972
Louttre.B retrouve le plaisir d’inscrire dans le bois, un nouvel ensemble de sculptures en béton taillé et coloré (dont la couleur a aujourd’hui pratiquement disparu). Les six sculptures représentent des personnages entourant une horloge monumentale et intemporelle qui ouvre sur le paysage, clin d’œil sans doute à l’urgence qui prédomine dans nos sociétés modernes.

### Le Jardin de pierres, 1976
Pour concevoir ce jardin de pierres dressées, d’environ 700 m2, Louttre.B dessine d’abord une maquette sur laquelle figure un ensemble de lignes doubles enserrant du « vide » - les lignes de cheminement du futur jardin - et du « plein » - préfigurant les massifs de pierres ou les monticules de castine formant obstacle à la déambulation. Installé en bas du chemin qui mène aux Rigals, le jardin se signale visuellement au marcheur par un rassemblement de pierres monumentales disposées les unes à côté des autres suivant un plan triangulaire. En poursuivant la pente descendante, le jardin est dessiné directement sur la terre par des alignements de pierres plates dressées les unes à côté des autres. Ils enserrent tantôt des monticules de castine ou des ensembles de petites pierres dressées, tantôt des espaces vides qui définissent un parcours de visite.
La fascination que Louttre.B éprouve pour les pierres monumentales dressées, menhirs et dolmens nombreux dans le Lot est certainement à l’origine de cette installation qui s’apparente au land art par son ampleur et son inscription dans la nature. On ne peut s’empêcher de penser aussi aux dessins monumentaux gravés dans le paysage que l’on ne découvre que « vu du ciel ». 

### La Villa Dominique, 1985-1992
Les prémices du projet trouvent leur origine en 1978, dans la mise en œuvre pratique de ses études d’architecture par sa fille Dominique. Le plan circulaire qu’elle adopte est inspiré par les bories, cabanes de pierres sèches assemblées sans mortier, construites traditionnellement dans le sud de la France et dans le sud de l’Italie, qui servaient autrefois d’abris à outils ou de poulaillers. Louttre.B propose à sa fille de s’inspirer d’une technique utilisée pour la construction de remblais le long des autoroutes qui consiste à compacter ensemble des pierres (tout-venant) dans un grillage de fil de fer type « cage à poules » pour former des blocs d’environ 1m de long sur 50cm de hauteur et autant d’épaisseur. La mise en œuvre ne s’avère pas être un succès. On se résout alors à continuer avec de la pierre à bâtir. Les murs s’élèvent, mais s’interrompent dès lors qu’on réalise pleinement qu’il sera impossible, vu la circonférence de 6 mètres de couvrir la maison d’une toiture en pierre sèche. La villa-borie s’installe alors dans l’immobilisme, finissant par ressembler autant à une ruine qu’à un chantier interrompu.
Louttre.B reprend le projet dans les années 80, repensant le site comme une ruine romantique à l’italienne : Herculanum et Pompéi qu’il a visités l’ont beaucoup impressionné. Il couvre la villa d’une toiture « décollée », comme le font les archéologues pour protéger leurs fouilles. Il recouvre l’intérieur de fresques qu’il vieillit. Il ceinture la villa d’un banc extérieur qui consolide le bas des murs et donne à l’ensemble un air « du sud », en badigeonnant l’ensemble à la chaux - influence grecque. Il réalise à l’intérieur un sol en pisé au motif en spirale. Un vitrage est réalisé en culs de bouteille. Dans l’encadrement d’une des deux portes se trouve une sculpture représentant un homme. Une femme devait se tenir devant l’autre porte…
L’ultime intervention de Louttre.B a été l’ajout de la colonnade tronquée qui entoure la villa. Elle devait alterner avec des ifs et des genévriers pour conférer à l’ensemble un côté hors du monde, sombre et mystérieux. La végétation en a décidé autrement.